# Atanasio Amisse Canira
Atanasio Amisse Canira (ur. 2 maja 1962 w Mossoril) – mozambicki duchowny rzymskokatolicki, od 2015 biskup Lichinga.

## Życiorys
Święcenia kapłańskie przyjął 12 grudnia 1993 i został inkardynowany do diecezji Nacala. Był m.in. ojcem duchownym seminarium w Maputo, wikariuszem biskupim ds. rodzin, wikariuszem generalnym diecezji oraz krajowym dyrektorem Papieskich Dzieł Misyjnych.
8 lutego 2015 został prekonizowany biskupem diecezji Lichinga. Sakry biskupiej udzielił mu 22 marca 2015 biskup Nacali, Germano Grachane.